# 胎便吸入症候群
胎便吸入症候群（meconium aspiration syndrome，MAS ）又名新生儿胎便吸入症（neonatal aspiration of meconium），是指在分娩前后含有胎便（胎糞）的羊水进入新生儿肺部。症状包括可能呼吸困难，如：呼吸急促、鼻塞和缺氧 。若长期接触胎便，皮肤可能會偏绿色。并发症包括可能發生新生兒持續性肺動脈高壓、发展迟缓或缺氧缺血性脑病。
约有10%的婴儿在分娩前会排出胎粪。危险因子，包括：胎兒窘迫、過期妊娠和紧急剖宫产。如果这些化学物质被吸入肺部，可能造成肺部发炎和呼吸道阻塞。依据症状和胸部X光诊断。
治疗主要包括氧疗和非侵入性呼吸器。重症患者可以使用肺表面活性物質治療。若合併新生兒持續性肺動脈高壓，治疗可能包括肾上腺素、前列腺素E1、氫羥腎上腺皮質素和吸入型一氧化氮。某些情况會考慮使用體外膜氧合（ECMO）。虽然一般而言預後良好，但也可能死亡。
出生的婴儿中约有1%患有胎便吸入症候群。高品質照护下的死亡率约为1%；但過去的死亡率曾高达40%。「胎便」一辭源于希腊语「mēkōnion」，意为「罌粟汁」，源于亚里士多德所见的含胎便的羊水外觀如同罂粟汁，這個情況下的婴儿就像服用罂粟汁後也較為安靜。